# Kloster Hegne
Das Kloster Hegne der Barmherzigen Schwestern vom heiligen Kreuz liegt beim Dorf Hegne, einem Ortsteil der Gemeinde Allensbach am Bodensee im Landkreis Konstanz in Baden-Württemberg. Es besteht aus einem Gebäudekomplex, dessen baulichen Kern das historische Schloss Hegne bildet. Neben dem Kloster beherbergt dieser Gebäudekomplex auch die Schulen des Marianum, das Altenpflegeheim Maria Hilf, das Hotel St. Elisabeth und die Theodosius Akademie. Das Kloster ist zugleich Sitz der Ordensprovinz Baden-Württemberg dieser Schweizer Kongregation.

## Geschichte

### Auf- und Ausbaujahre
Im Jahr 1892 erwarben die Barmherzigen Schwestern vom heiligen Kreuz das aus dem 16. Jahrhundert stammende Schloss Hegne und richteten darin ein Kloster ein; 1895 wurde es auch Sitz der Ordensprovinz Baden-Hohenzollern (heute Ordensprovinz Baden-Württemberg) dieser Kongregation.
Um dem wachsenden Raumbedarf der zahlenmäßig stark anwachsenden Klostergemeinschaft gerecht zu werden, waren rasch zahlreiche Bauvorhaben notwendig:
- 1893: Eine zum Schloss Hegne gehörende Baracke wurde zu einem Pfarrhaus umgebaut.
- 1894: Das ebenfalls zum Schloss gehörende Gasthaus „Hirschen“ wurde zu einem „Pensions- und Pfründnerhaus“ umgestaltet.
- 1888: Nach den Plänen des aus Schwyz stammenden Architekten Clemens Steiner wurden direkt an das Schloss Hegne das Provinzhaus des Ordens und die dem heiligen Konrad von Konstanz gewidmete Klosterkirche angebaut und 1899 geweiht.
- 1902: Das „Pensions- und Pfründnerhaus“ wurde zu einem Schwesternkrankenhaus, „St. Elisabeth“ genannt, erweitert. In unmittelbarer Nähe wurde ein neues Gasthaus „Hirschen“ errichtet und verpachtet (heute „Haus Franziskus“).
- 1907: Anlässlich des Fests des heiligen Josef wurde am 19. März der Nord-Südtrakt des Klostergebäudes, der „Josefbau“, eingeweiht.
- 1913: Der Bau eines neuen Schwesternkrankenhauses, „Maria Hilf“, wurde in Angriff genommen und trotz des Ausbruchs des Ersten Weltkriegs zum Fest Maria Empfängnis am 8. Dezember 1914 eröffnet.

Vom wachsenden Kloster Hegne ausgehend, gründeten die Ordensschwestern in der Ordensprovinz Baden-Hohenzollern zahlreiche Niederlassungen, meistens Privatpflegestationen, Kinderschulen, Arbeitsschulen und Näh- und Flickschulen. Auch in zahlreichen Krankenhäusern kamen die Schwestern zum Einsatz.

### Erster Weltkrieg und Weimarer Republik
Bereits im September 1914 nahmen die Ordensschwestern die ersten 50 Kriegsverwundeten in den Räumen des Provinzhauses auf. Im Januar 1915 wandelte man ein Stockwerk des neuen Hauses „Maria Hilf“ in ein Kriegslazarett um. Insgesamt 250 Schwestern dienten im Ersten Weltkrieg in Lazaretten.
Zudem fanden von 1915 bis 1918 im Haus „St. Elisabeth“ 145 Pfleglinge der „Schwachsinnigenanstalt Sennheim“ (Oberelsass) mit ihren Pflegerinnen Aufnahme, nachdem ihr Heim im Krieg zerstört worden war. Nach Kriegsende 1918 diente das nun leere Haus „St. Elisabeth“ noch mehrere Jahre als Erholungsheim für Kinder, die durch den Krieg gesundheitlich gelitten hatten.
Trotz des Kriegs und der von materieller Not geprägten Nachkriegsjahre wuchs das Kloster Hegne und die von dort geleitete Ordensprovinz Baden-Hohenzollern weiter an. 1920 zählte die Provinz mit 1027 Professschwestern, 46 Novizinnen und 192 Kandidatinnen mehr als dreimal so viele Schwestern wie zum Zeitpunkt der Gründung 1895.
Neben der Eröffnung bzw. Übernahme weiterer sozialer Stationen in der ganzen Ordensprovinz wurde auch das Kloster Hegne weiter ausgebaut. 1925 fand die Eröffnung einer Haushaltsschule mit Internat statt, welches behelfsmäßig im Schloss Hegne untergebracht war. 1927 konnte die Schule in das eigens dafür errichtete Haus „Marianum“ umziehen. 1929 folgte der Bau eines Gebäudes für Waschküche, Bügelzimmer und Unterkünften für weltliche Angestellte des Klosters.

### Nationalsozialismus und Zweiter Weltkrieg
Die Zeit des Nationalsozialismus erschwerte zunehmend die Arbeit der Ordensschwestern in Erziehungseinrichtungen und Schulen, bis deren Tätigkeit schließlich ganz verboten wurde. Unter strengster Überwachung der NSDAP konnten die Schwestern bald nur noch in Pflegeeinrichtungen und Krankenhäusern arbeiten.
Mit dem Beginn des Zweiten Weltkriegs müssen sich viele Schwestern wieder um Zwangsevakuierte kümmern und in Kriegslazaretten dienen. Im Schloss Hegne, im Provinzhaus, im Haus St. Elisabeth und im Gasthaus „Hirschen“ (heutiges Haus „Franziskus“) fanden während des ganzen Krieges Mütter und Kinder Aufnahme, die aus den Industrieregionen im Nordwesten Deutschlands evakuiert und vom Caritasverband verschickt worden waren.
Das Marianum wurde von den Nationalsozialisten 1941 zur Hälfte als Umsiedlungslager für 200 Auslandsdeutsche beschlagnahmt. Beständig lebten die Schwestern in der Furcht, auch das Kloster könnte für Parteizwecke beschlagnahmt werden. Für diesen Ernstfall hatte der Orden an die Schwestern Zivilkleidung und einen „Notpfennig“ verteilt.
Dass das Kloster Hegne auch den Einmarsch französischer Truppen Ende April 1945 unbeschadet überstand, verdankte es der Generaloberin Mutter M. Diomira Brandenberg. Diese vermittelte einen Schutzbrief, welcher das Kloster Hegne und dessen Einrichtungen als einer Schweizer Ordenskongregation zugehörig unter den Schutz der Schweizer Regierung stellte. Der Schutzbrief traf am 25. April 1945 im Kloster ein, nur einen Tag vor der Besetzung durch die französische Armee.

### Von der Nachkriegszeit bis zur Gegenwart

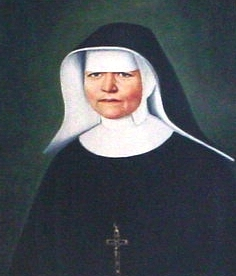
Sel. Schwester Ulrika von Hegne

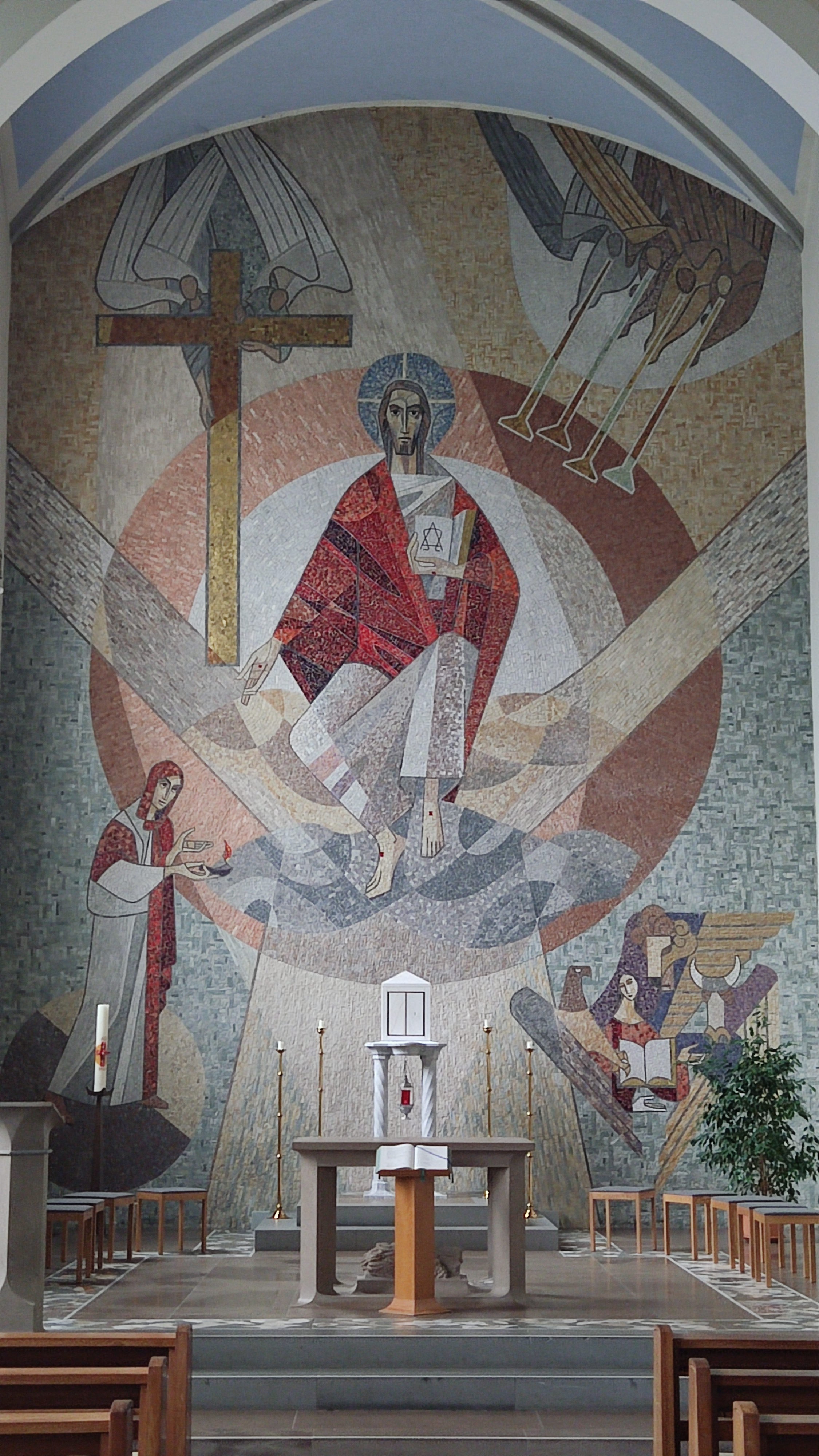
Das 80 m² große Wandmosaik von Wilfrid Perraudin an der Chor-Südwand von St. Konrad

Die ersten Nachkriegsjahre waren von großen materiellen Entbehrungen gekennzeichnet. Auch setzte sich der während des Zweiten Weltkriegs begonnene Rückgang der Zahl der Ordensschwestern weiter fort. Die Neueintritte in das Kloster konnten immer weniger die Sterbefälle ausgleichen. Niederlassungen in der Ordensprovinz mussten auf Grund des Schwesternmangels zunehmend geschlossen werden.
Nachdem 1953 in dem beim Kloster gelegenen Dorf Hegne ein Kindergarten eröffnet worden war, erfolgte von 1962 bis 1963 ein umfangreicher Umbau der Klosterkirche „St. Konrad“. Dabei wurde die Chorwand mit einem 80 m2 großen Mosaik des Kirchenkünstlers Wilfrid Perraudin ausgestattet und der Raum mit neuen Fenstern versehen. Von der Ausstattung der ersten Kirche sind heute noch die Kassettendecke und das Chorgewölbe mit dem Papstwappen zu sehen. Die vorerst letzte Umgestaltung erfuhr die Kirche von 1988 bis 1991 mit dem Bau der Krypta. Aus dieser Phase stammen ein Kreuz und eine Marienstatue links und rechts des Chorbogens, wie auch die Fenster der Krypta, die von Clemens Hillebrand aus Bernsteinonyx und Glas gestaltet wurden. Wie bereits beim Umbau der Klosterkirche Anfang der sechziger Jahre, lag die künstlerische Gestaltung der Krypta in den Händen von Elmar Hillebrand.
Nachdem am 1. November 1987 die Hegner Schwester Ulrika von Hegne (1882–1913) in Rom von Papst Johannes Paul II. seliggesprochen worden war, wurde das Kloster Hegne zu einem Pilgerort für zahlreiche Menschen, die das Grab Ulrikas in der neuen Krypta der Klosterkirche aufsuchen.
Die Schwestern des Klosters Hegne bauten in der Nachkriegszeit auch die Betreuungseinrichtungen auf dem Klosterareal weiter aus. Nachdem von 1965 bis 1966 ein neues Haus „St. Elisabeth“ als Tagungs- und Gästehaus errichtet worden war, folgte von 1966 bis 1967 ein Erweiterungsbau für die Schule Marianum. Dessen Bildungsangebot wurde in den folgenden Jahrzehnten kontinuierlich ausgebaut und umfasst im Jahr 2022 folgende Bildungseinrichtungen:
- eine Realschule
- ein Sozialwissenschaftliches Gymnasium (SG)
- ein Berufskolleg für Praktikanten (1BKSP)
- eine Fachschule für Sozialpädagogik (2BKSP)
- eine Fachschule für Organisation und Führung (FOF)
- eine Berufsfachschule zum Erwerb von Zusatzqualifikationen (BFQ) für Kinder unter 3 Jahre
- Fort- und Weiterbildungsangebote

Neben der Schule Marianum wurden auch andere Betreuungseinrichtungen ausgebaut bzw. neu eingerichtet, darunter:
- 1993: ein neues Haus Ulrika zur Betreuung der wachsenden Pilgerzahl (heute Sitz der Theodosius Akademie)
- 1995: die Theodosiusstube, ein Tagestreff für bedürftige Menschen
- von 1998 bis 2000: Totalsanierung und bauliche Erweiterung des Schwesternkrankenhauses Maria Hilf. Seitdem dient es als Altenpflegeheim nicht nur für Ordensschwestern, sondern auch für pflegebedürftigen Menschen aus der Umgebung.
- 2009 Erweiterungsbau der Schule Marianum
- 2013: Das neu erbaute Haus Josef wird Sitz der gesamten Verwaltung und Appartements zur Vermietung.

2018 wurde mit der Gründung der „Stiftung Kloster Hegne“ eine neue Trägerstruktur geschaffen. Seit 2019 ist die Schule Marianum in Trägerschaft der Stiftung, seit 2020 auch das Hotel St. Elisabeth. 2020 erfolgte innerhalb der Stiftung die Gründung der Theodosius Akademie.

## Provinzoberinnen des Klosters Hegne
- 2009–2018: Schwester Benedicta-Maria Kramer
- 2018–2024: Schwester Maria Paola Zinniel[1]
- seit 2024: Schwester Susanne Bader[2]